# Runenstein von Tune
Der sogenannte Runenstein von Tune (Tunesten) ist ein norwegischer Runenstein. Er trägt die längste Runeninschrift in urnordischer Sprache und ist zugleich der älteste Beleg über eine Erbangelegenheit in Skandinavien. Der Runenstein stand ursprünglich am Tunevejen westlich von Sarpsborg in der Fylke Østfold in Norwegen.

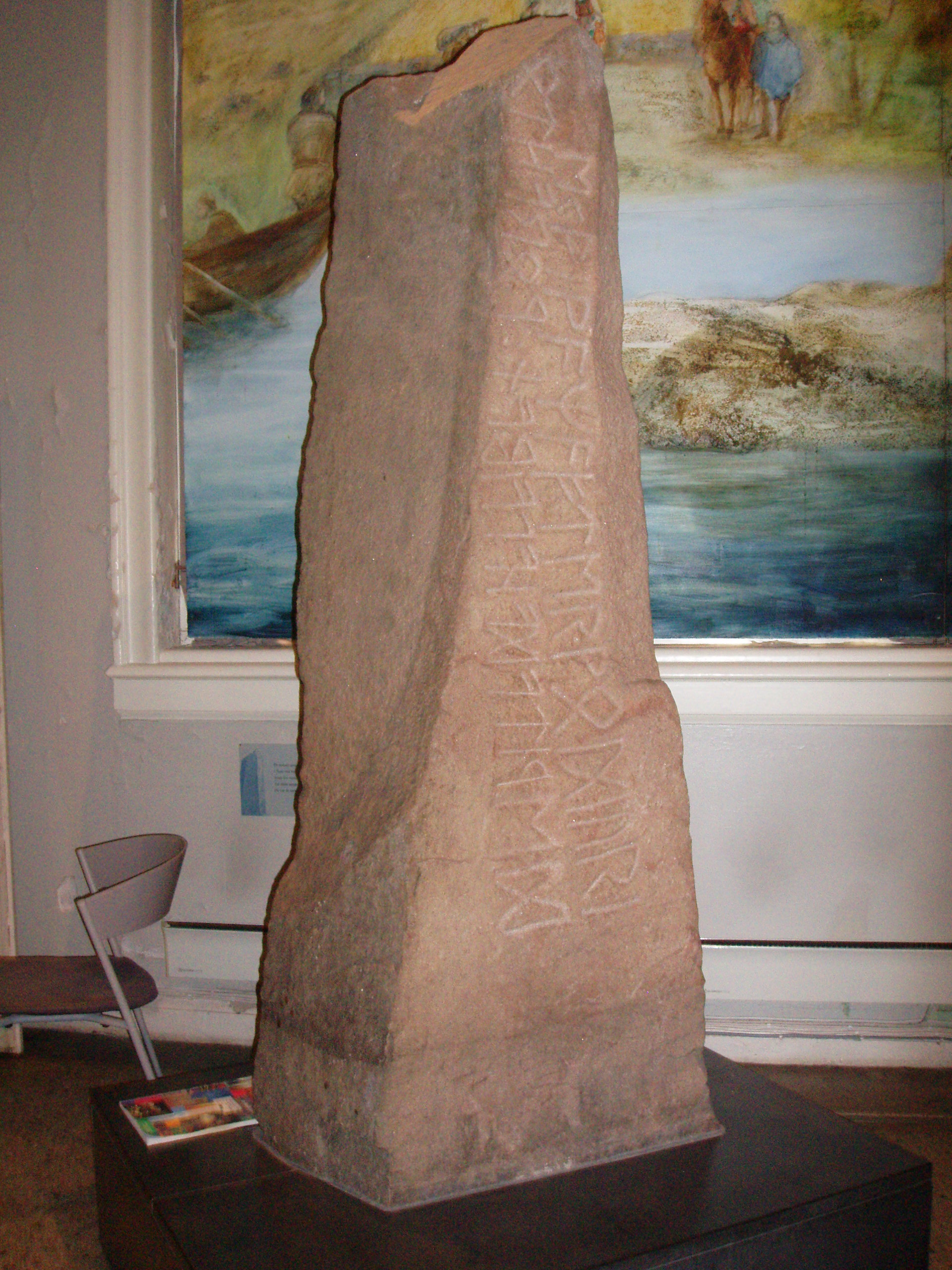
A-Seite des Steines im Kulturhistorischen Museum Oslo.

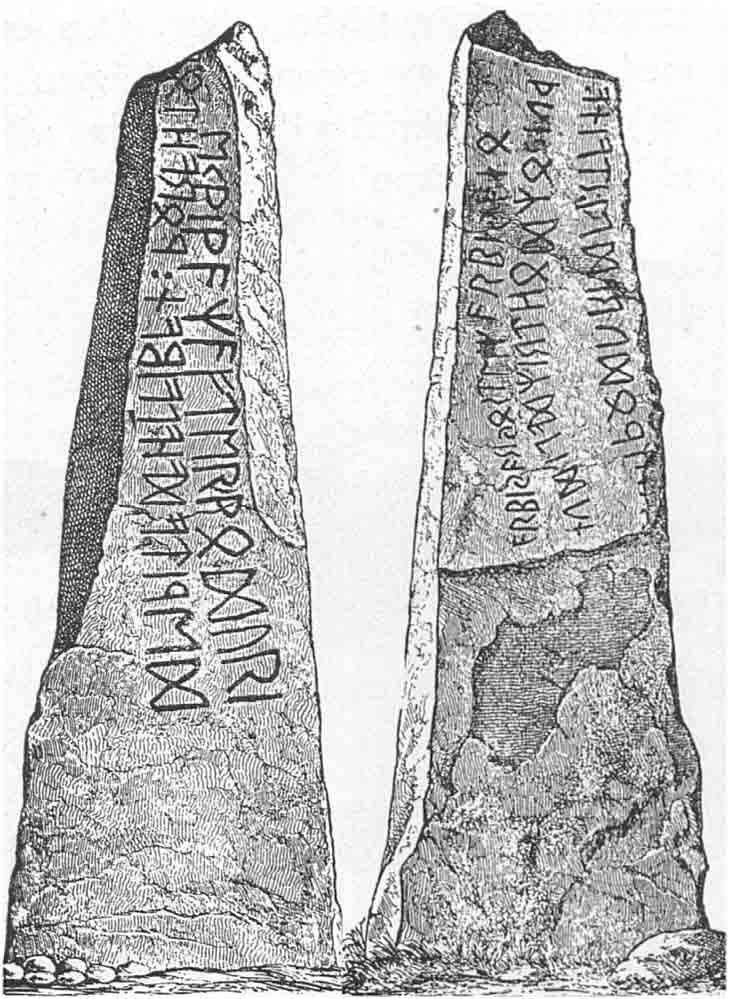
A- und B-Seite des Steines

## Fundort und Datierung
Der Stein wurde erstmals im Jahre 1627 erwähnt, als Teil einer Friedhofsmauer in Tune. Die Fundsituation lässt darauf schließen, dass der Stein dort schon immer gestanden hat. In dem Bericht wird auch ein niedriger Grabhügel erwähnt, an den die Friedhofsmauer angepasst wurde. Heute befindet sich der Stein im Kulturhistorischen Museum Oslo. Eine Replik des Steins wurde in der Nähe der Tune-Kirche neben einem kleinen Park- und Straßenübergang aufgestellt.
Die Datierung ist aufgrund des Materials unsicher. Die Sprach- und Runenformen schränken den möglichen Zeitraum jedoch auf die zweite Hälfte des 3. Jahrhunderts bis um das Jahr 400 ein.

## Inschrift
Der Stein ist etwa 2,0 Meter hoch, an der Basis etwa 50 cm breit und hat einen quadratischen Querschnitt, dessen Seiten nach oben schmaler werden. Die Runen sind auf der A Seite und B Seite des Steines. Seite A besteht aus zwei Reihen von Runen und die Seite B aus drei Reihen. Sie werden von unten nach oben gelesen. Einige Runen sind nicht mehr lesbar oder herausgebrochen:
A Seite: 

A1: ekwiwaRafter·woduri 

A2: dewitadahalaiban:worathto·[?]
B Seite: 

B1: [???]Rwoduride:staina: 

B2: þrijoRdohtriRdalidun 

B3: arbijasijosteRarbijano
Übersetzung nach Grønvik (1998):
A Seite: 

A1: "Ich Wiw nach Wodurid,

A2: der für das Brot sorgte, >wirkte Runen[n]<,

B Seite: 

B1: bestimmte den Stein für Wodurid.

B2: Drei Töchter bereiteten ein angenehmes Erbmahl,

B3: die liebsten unter den Erben."

## Metrik
Der Tunestein ist eines der wenigen Beispiele der frühen germanischen Stabreimdichtung. Die Meinungen unter Runologen und Linguisten schwanken allerdings je nach Definition. Manche sehen in der Inschrift eine durch Alliteration gesteigerte Prosarede andere hingegen Ansätze von Versen, speziell des Ljóðaháttr.
Die Inschrift unter Hervorhebung der Stabreime:
ek wiwaR after · woduride

witadahalaiban : worathto · [?]

[???]R woduride : staina :

þrijoR dohtriR dalidun

arbij asijosteR arbijano
Es sind Elemente von Langzeilen und Vollzeilen zu erkennen. In einer korrekten Ljóðaháttr-Strophe würde immer auf eine Langzeile (3 Stäbe) eine Vollzeile (2 Stäbe) folgen und sich dann wiederholen. Dieses Schema ist in Ansätzen vorhanden aber nicht durchgeführt.

## Der Tunestein als Rechtsdokument
Der Stein trägt auf der A Seite die für Runensteine typische Formel "X ritzte die Runen nach [dem Verstorbenen] Y". Es handelt sich also um eine Grabinschrift für den verstorbenen Woduride (Wutreiter). Der Stein diente als Denkmal am Fuße seines Grabhügels.
Das Besondere jedoch ist die zweite Zeile in der drei Töchter als Erben genannt werden. Das beweist zum einen das Vorhandensein eines Erbrechts für die Zeit um 400, also noch vor der Völkerwanderung. Zum anderen spiegelt sich in der Zeile auch die Erbrechtsfolge wider, die im ältesten norwegischen Rechtstext, dem Gulathingslov um 900, festgelegt ist.
Demnach erben die Töchter nur dann wenn kein Sohn mehr am Leben ist. Ein Sohn Wodurids wäre alleiniger Erbe gewesen. In der Inschrift finden wir aber insgesamt vier Erben, die drei Töchter und eventuell auch Wiw. Wiw kann jedoch auch ein unbeteiligter Runenritzer gewesen sein. Da sein Name jedoch auf Woduride stabt, wie es unter Verwandten üblich war, vermutet man ein Verwandtschaftsverhältnis. Nach dem Gulathingslov kann Wiw nur der Sohn des Sohnes von Woduride sein. Er erbt als Enkel genauso viel wie jede der drei Töchter. Die Inschrift lässt sich also anhand des Gulathingslov sehr gut nachvollziehen, was für das hohe Alter dieses Rechtstextes spricht.